# Delulu
（國際音標：/dəˈluːluː/）是一个英语互联网用语，用於描述相信人可以凭借纯粹的意志力改变自己的命运的信念。一词源自表示妄想的英语单词，並首先被韓國流行音樂社羣用於指与名人保持擬社會關係，並希望有朝一日能与名人见面的人。一词随后被Z世代與Alpha世代使用，並因TikTok上的热门流行语而广为传播，例如表示无论梦想多么遥不可及，自信是实现梦想的关键的（“妄想是解決方案”）。與兩詞均取材自，在互联网用语分别指“解決方案”與“真相”。

## 起源
一词源自表示妄想的英语单词，並首先被活跃於2013年至2014年左右的OneHallyu论坛等部分痴迷於韓國流行音樂文化的網絡社羣使用。一词通常带有贬义色彩，可同時被用作形容词與名词，常用於指对与自己喜欢的明星见面抱有不切实际的幻想的人，並表示一种以妄想为特徵的擬社會關係。網絡社羣的用户亦经常以一词自嘲自身的妄想。
一词在韓國流行音樂文化中亦與同人配對、狂熱粉絲團文化相关，此時一词用於指粉丝抓住两个名人之间的任何互动不放，作为二人正在约会或处于某种关系中的证据。

## 現代用法

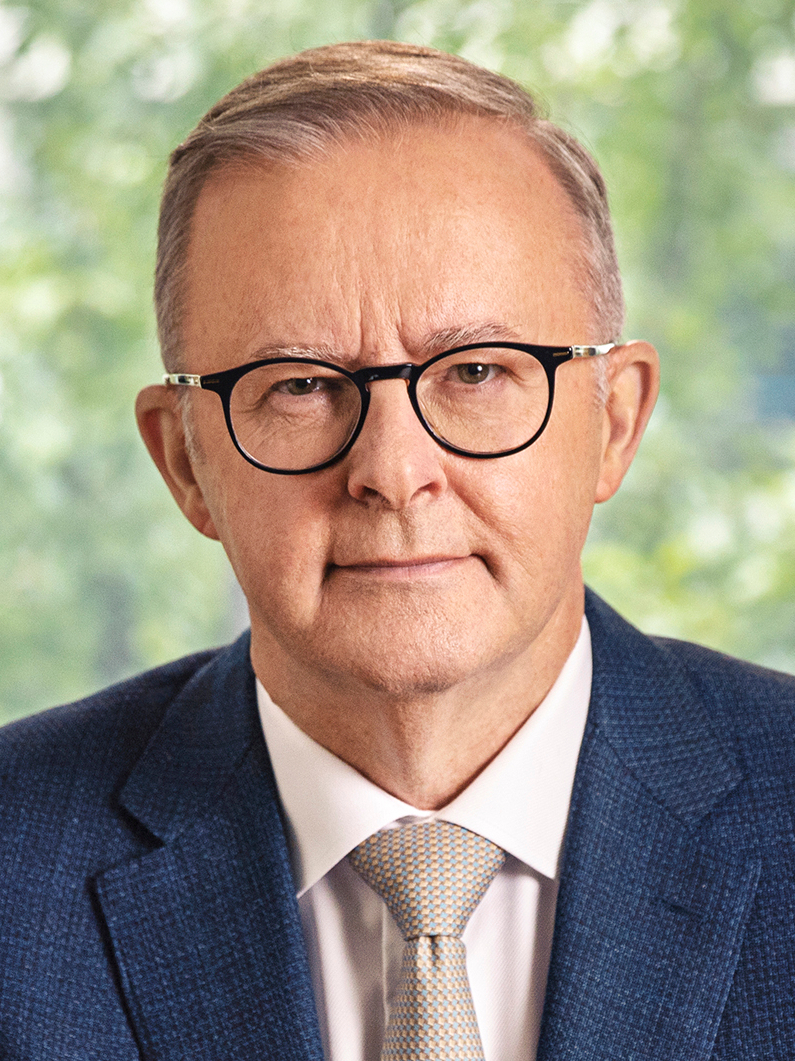
澳大利亚總理安東尼·阿爾巴尼斯於2025年3月在国会辩论中批评反对党的经济與能源政策為“delulu with no solulu”（“缺乏解決方案的妄想”）

一词自2022年末起因TikTok、Instagram等社交媒體平台上的各种病毒式傳播趋势而在Z世代與Alpha世代間重新流行。TikTok上的主題標籤的观看次数截至2023年12月已逾50億次。相當數量的创作者已接受一词，並将之融入於自己的短视频中。社交媒體影響者使指自信是职业决策的解决方案的（“妄想是解決方案”）成為流行语。
一词雖然本為贬义，但在此後被赋予新含义。一词在現時指一个人可以通过强大的意志力来影响自己的人生地位的观点，与奧花·雲費在21世纪初发起的“吸引力法則”运动、1970年代盛行的“弄假直到成真”格言均如出一辙。
澳大利亚總理安東尼·阿爾巴尼斯於2025年3月在国会辩论中批评反对党的经济與能源政策时用到一词：阿爾巴尼斯以一句批評自由—國家聯盟提議的做法是“缺乏解決方案的妄想”。剑桥網絡词典於同年基於此典故收錄一词。
彩虹社所屬的VTuber組合VOLTACTION以一词命名其歌曲為。